# 不動塚1号墳
不動塚1号墳（ふどうづかいちごうふん）は、奈良県宇陀市菟田野稲戸（うたのいなど）にある古墳。形状は前方後円墳。不動塚古墳群を構成する古墳の1つ。史跡指定はされていない。

## 概要
奈良県東部、宇陀盆地南部の丘陵上において尾根に沿って築造された古墳である。周辺には円墳3基がある。1878年（明治11年）に発掘されているほか、1979年（昭和54年）に墳丘測量・石室実測調査が、近年に確認調査が実施されている。
墳形は前方後円形で、前方部を西方向に向ける。墳丘に段築・埴輪・葺石は認められない。埋葬施設は後円部における片袖式の横穴式石室で、南方向に開口する。玄室内部には箱式石棺2基を据え、明治の発掘の際には副葬品が出土したというが現在の所在は明らかでない。築造時期は古墳時代後期の6世紀中葉-後半頃と推定され、宇陀地域における有力首長墓に位置づけられる。

## 遺跡歴
- 1878年（明治11年）、水銀鉱山行政監督による1号墳・2号墳の発掘。遺物出土（現在は所在不明）[1]。
- 1979年（昭和54年）、墳丘測量・石室実測調査（関西大学考古学研究室、1981年に報告）[1]。
- 2018-2021年度（平成30年度-令和3年度）、保存に向けた確認調査：第1-4次調査。奥棺の発見（宇陀市教育委員会）[3]。

## 墳丘
墳丘の規模は次の通り。
- 墳丘長：50メートル
- 後円部
  - 直径：24メートル
  - 高さ：約4-7メートル
- 前方部
  - 幅：20メートル
  - 高さ：5メートル
- くびれ部
  - 幅：14メートル

## 埋葬施設

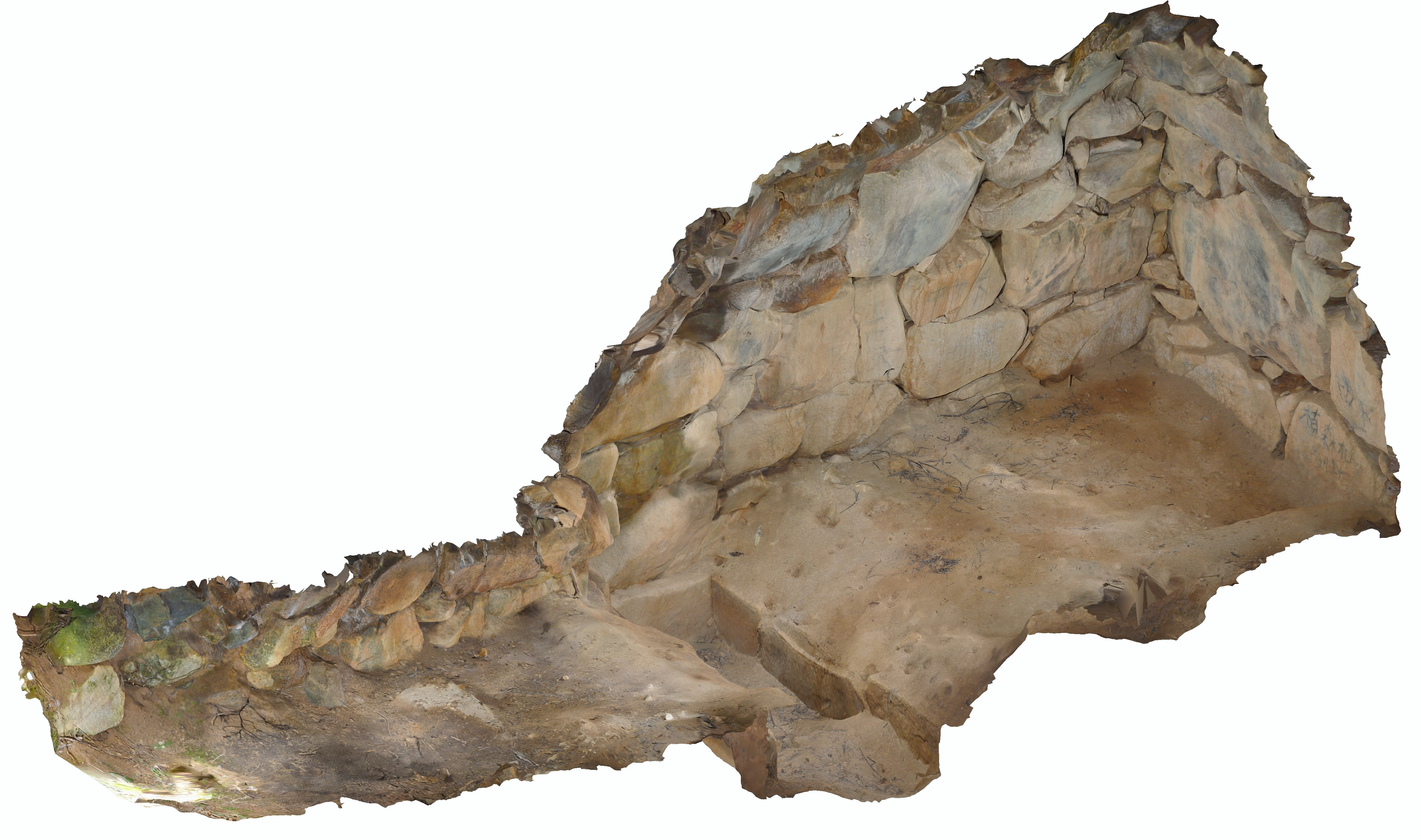
石室俯瞰図左から右に、羨道・玄室（箱式石棺）。

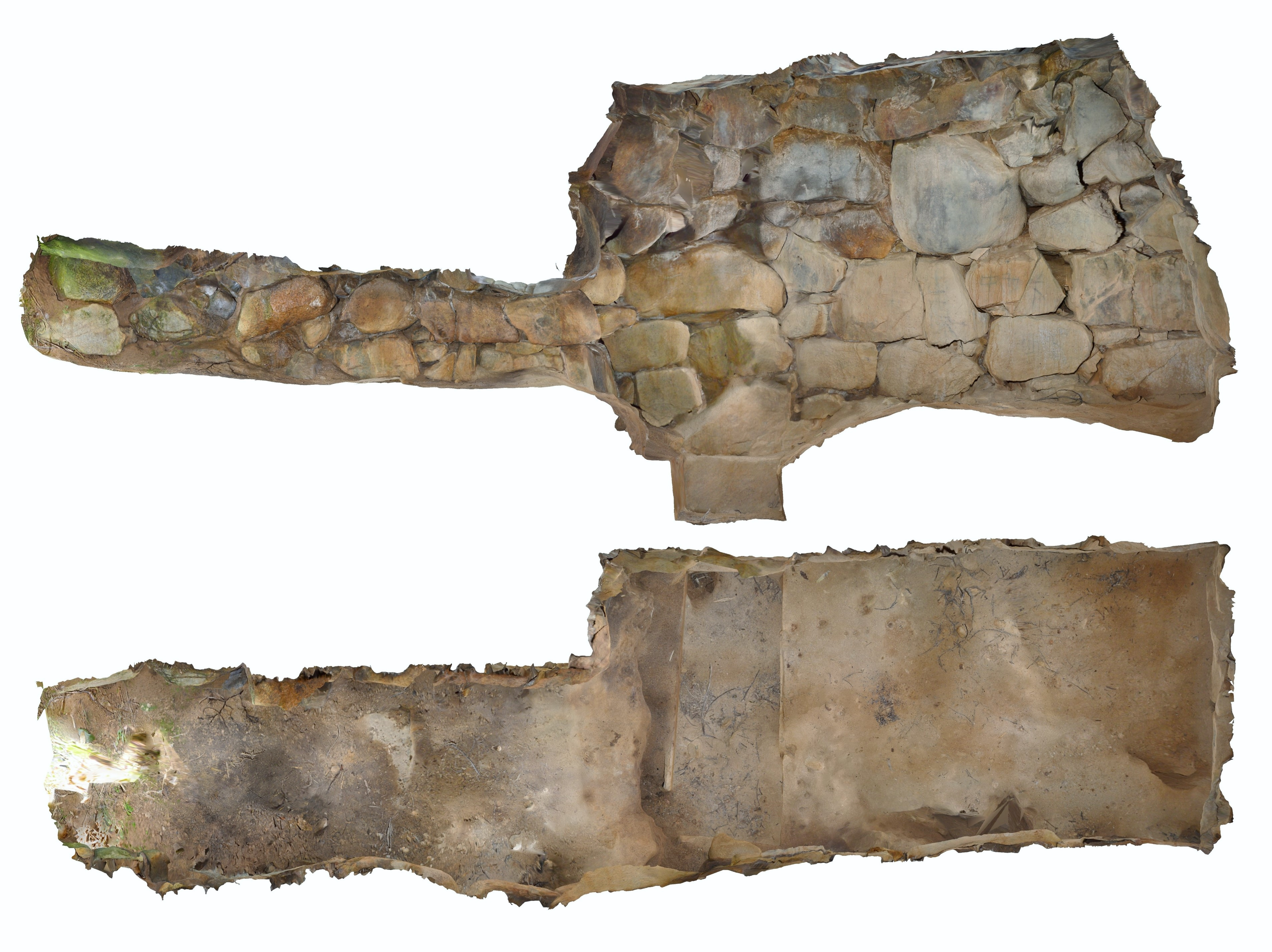
石室西面（上）・床面（下）

埋葬施設としては後円部において右片袖式横穴式石室が構築されており、南方向に開口する。石室規模は次の通り。
- 石室全長：7.7メートル
- 玄室：長さ4.1メートル、幅2メートル（奥壁）、現存高2.9メートル
- 羨道：長さ3.6メートル、幅約1.5メートル

玄室内部には、奥側に石室主軸と平行する方向の箱式石棺1基（奥棺）、手前側に石室主軸と直交する方向に箱式石棺1基の2基を据える。
この石室では、1878年（明治11年）に水銀鉱山行政監督により堺県令の命と称する発掘が行われている。記録に基づけば金銅装環頭大刀・鉄槍3・鉄鏃8・須恵器・土師器の出土が推定されるが、当時の宮内省に納めるとして持ち帰られたまま、現在は所在不明である。
なお、上記石室以外にも埋葬施設の存在を推測する説がある。

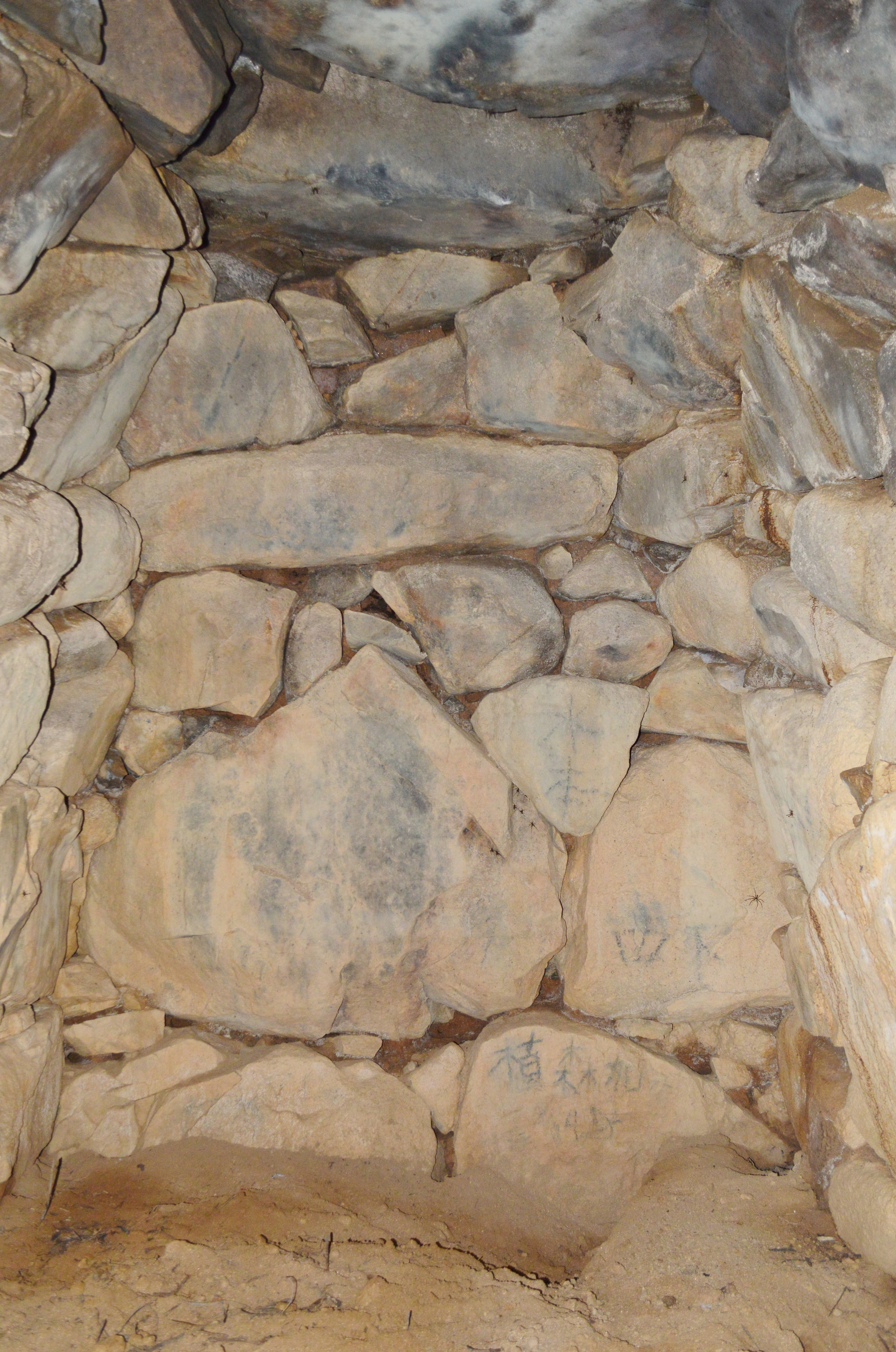
玄室（奥壁方向）
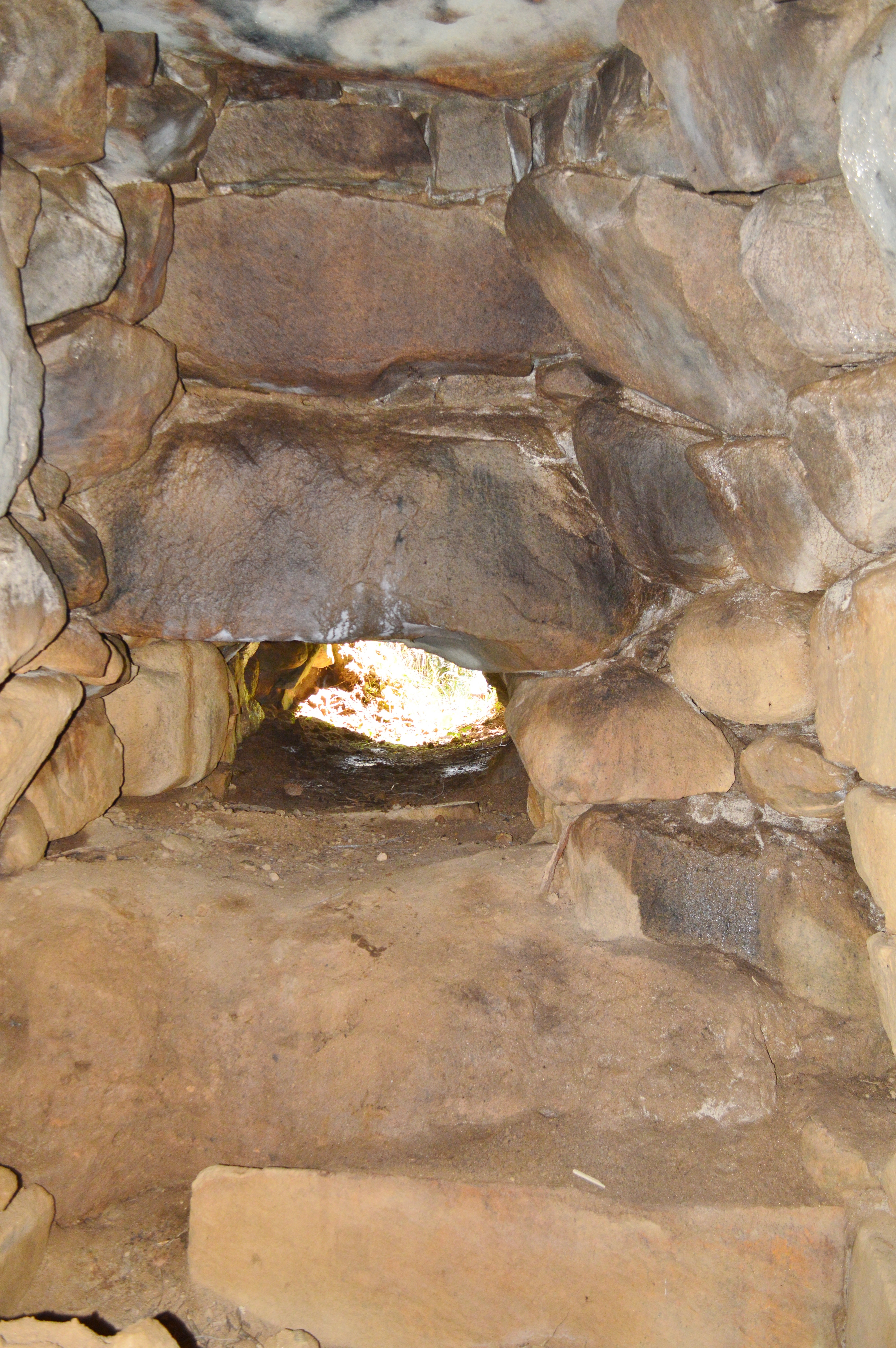
玄室（羨道方向） 下に箱式石棺。
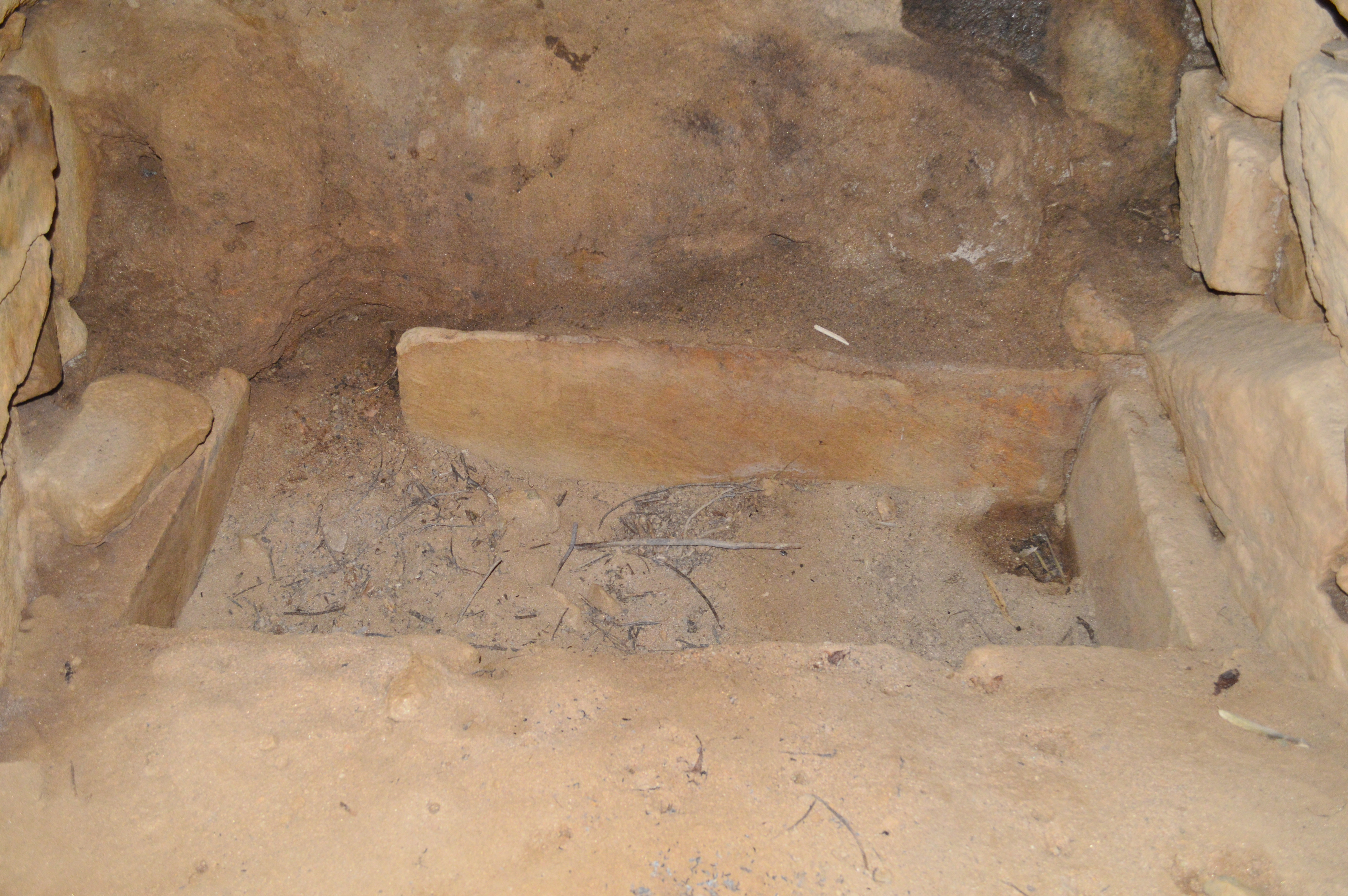
玄室内箱式石棺
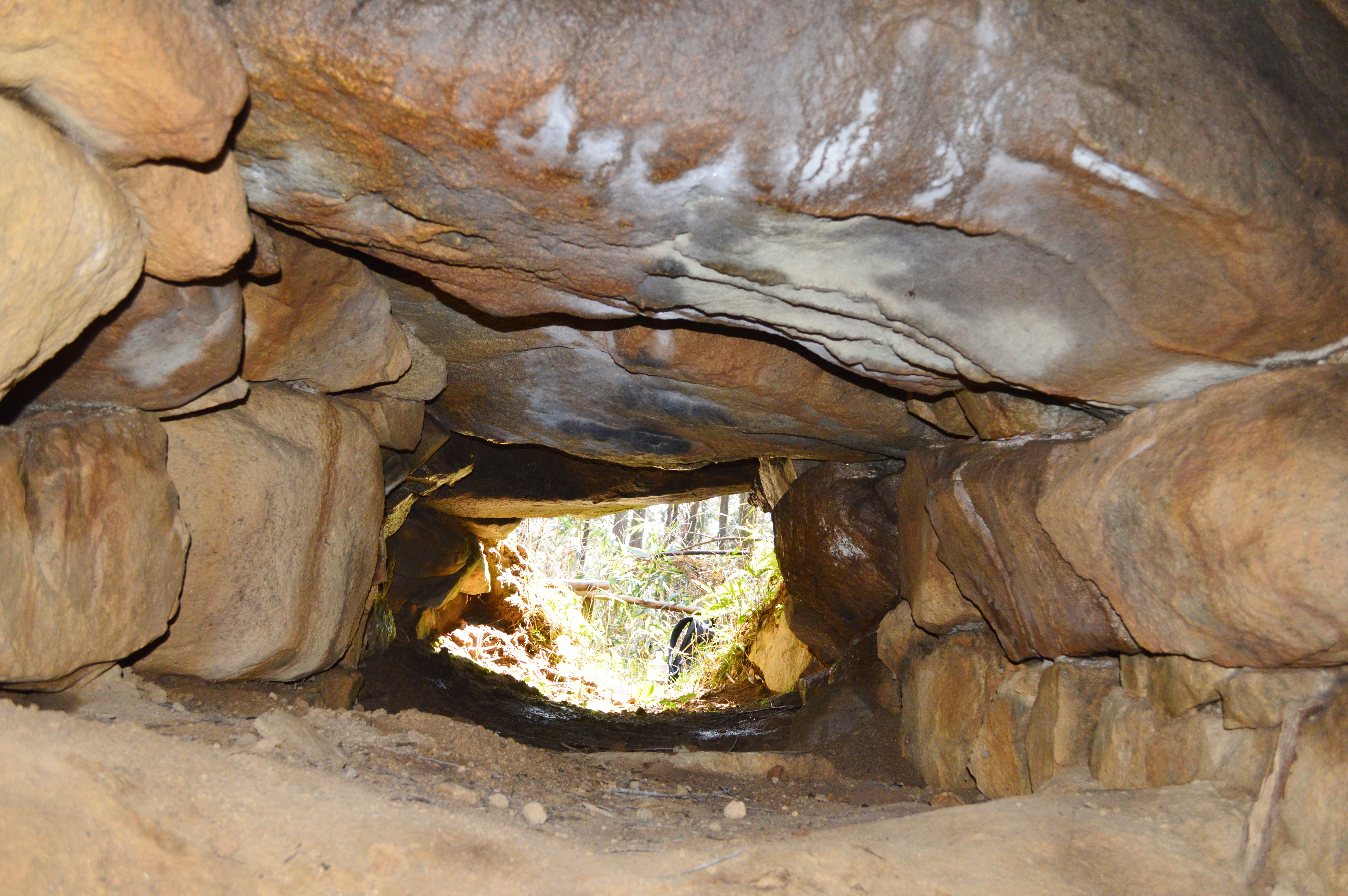
羨道（羨門方向）
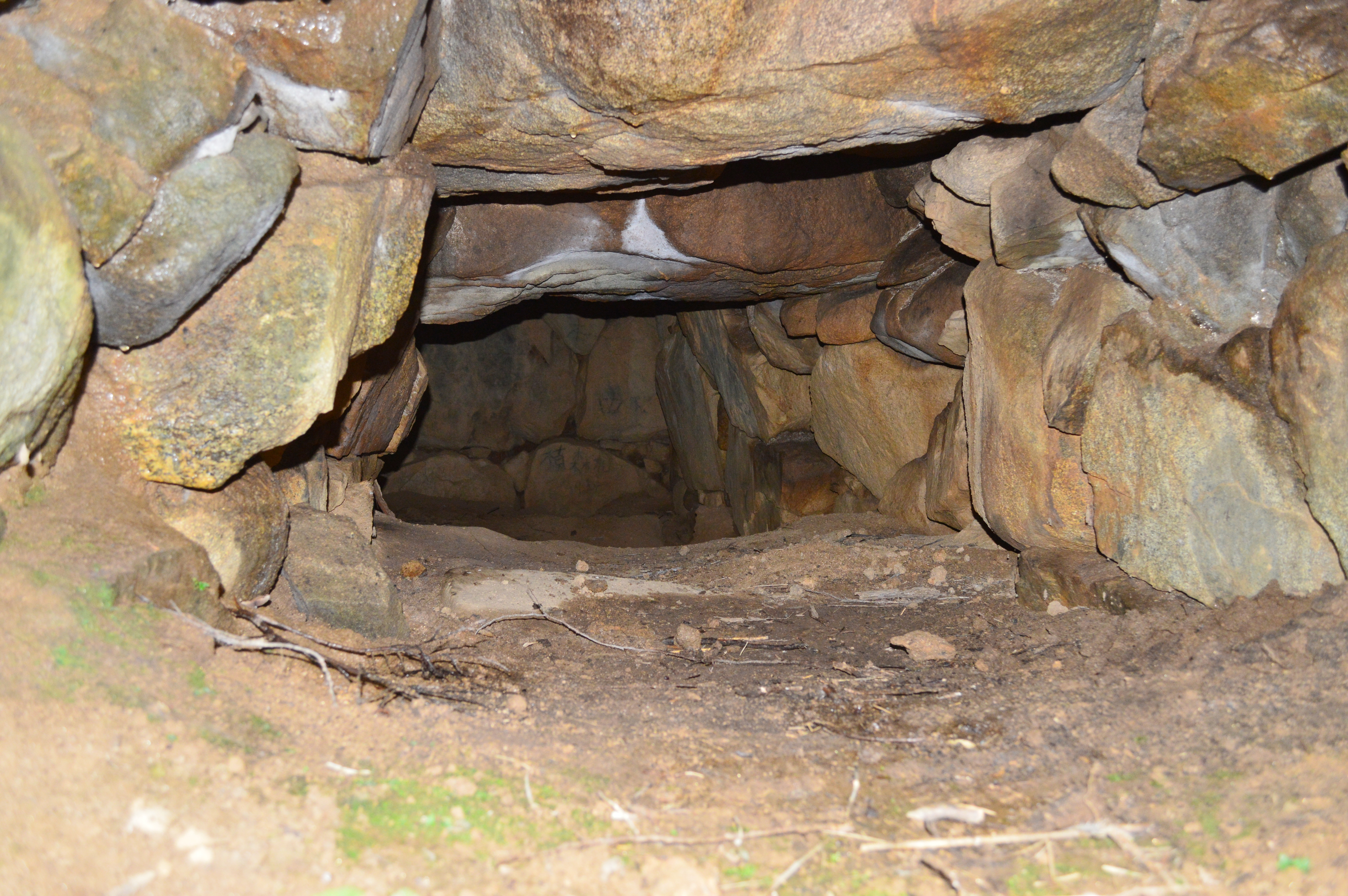
羨道（玄室方向）
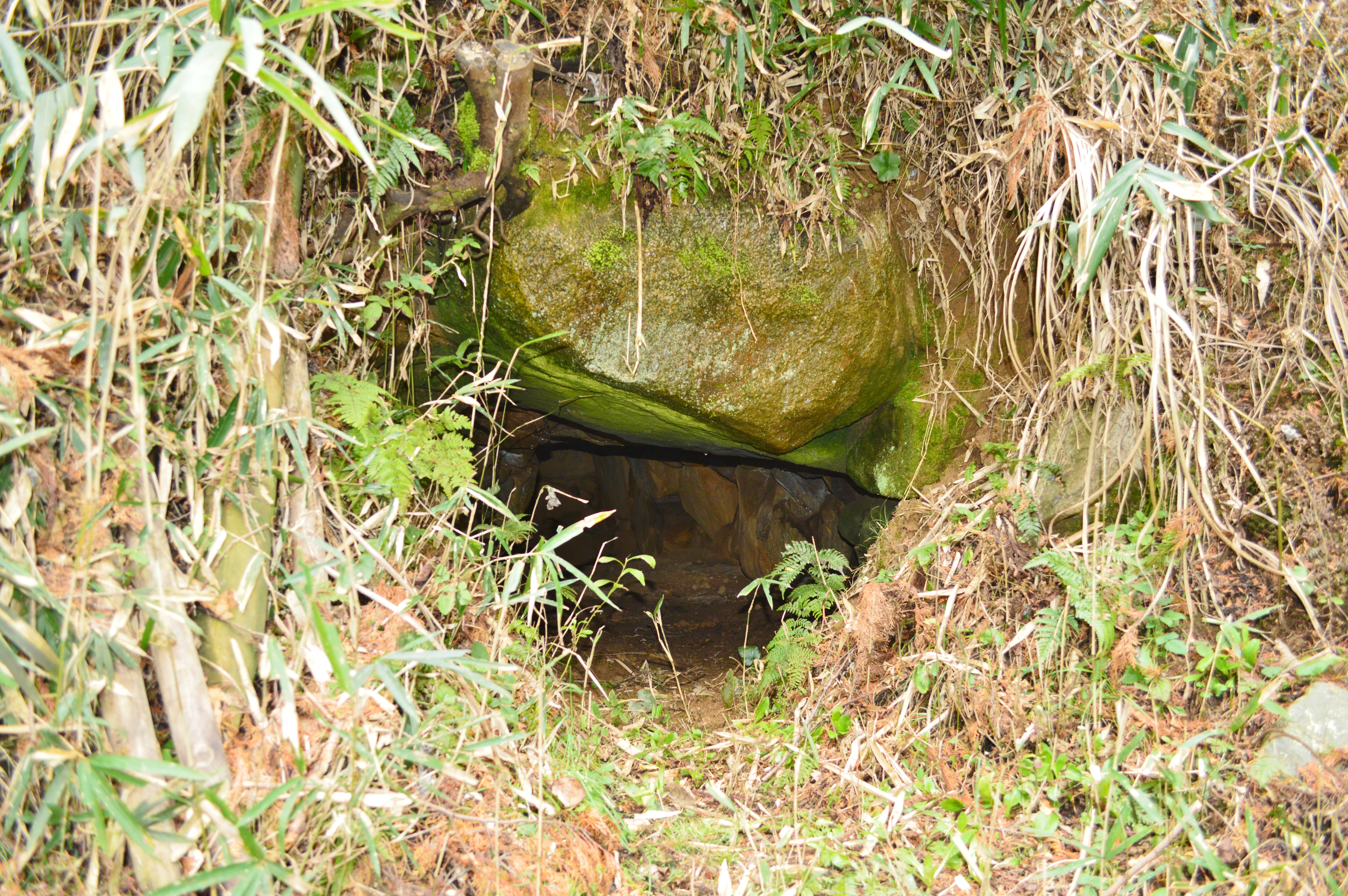
開口部

## 2号墳・3号墳

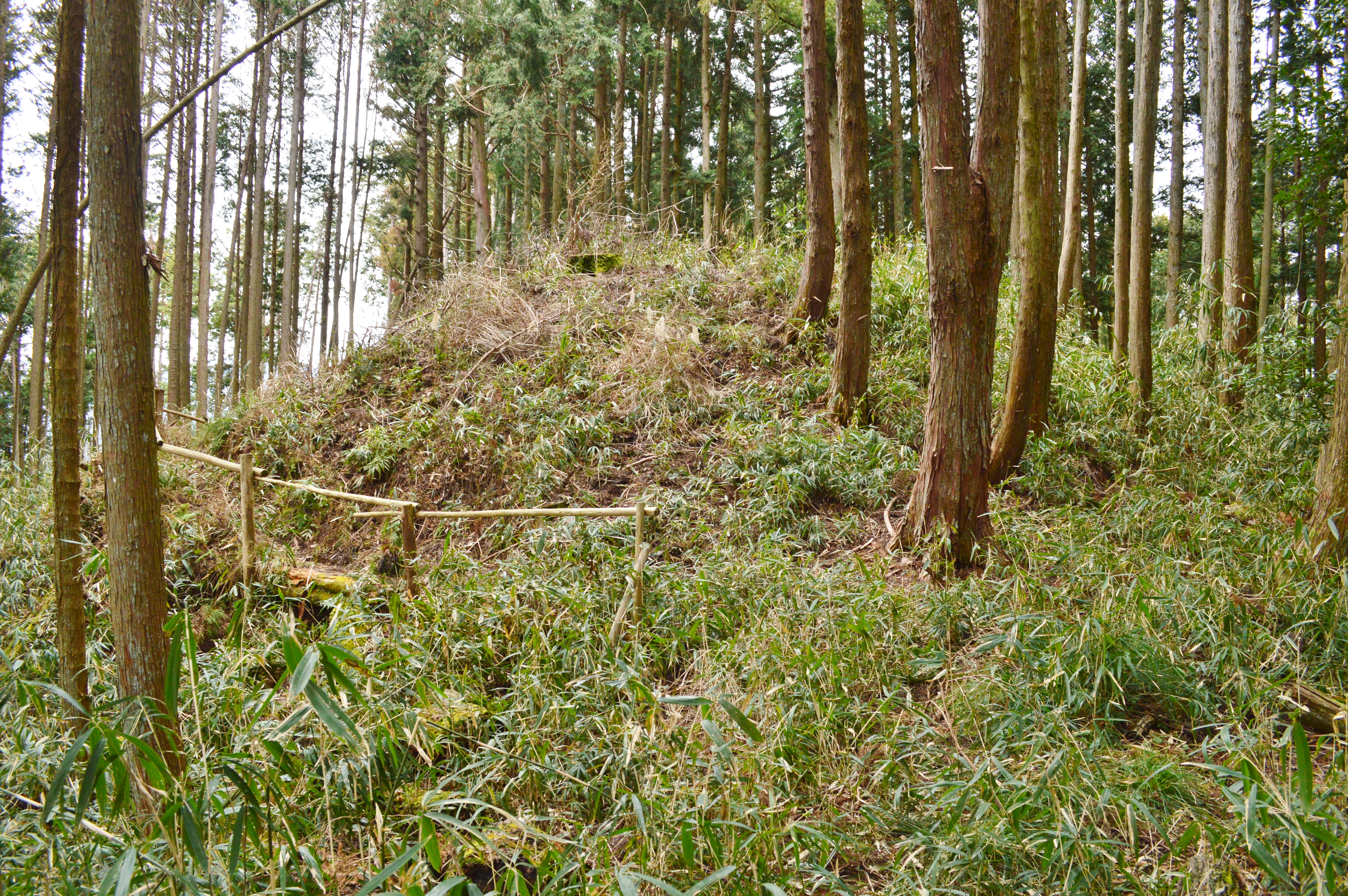
2号墳 墳丘
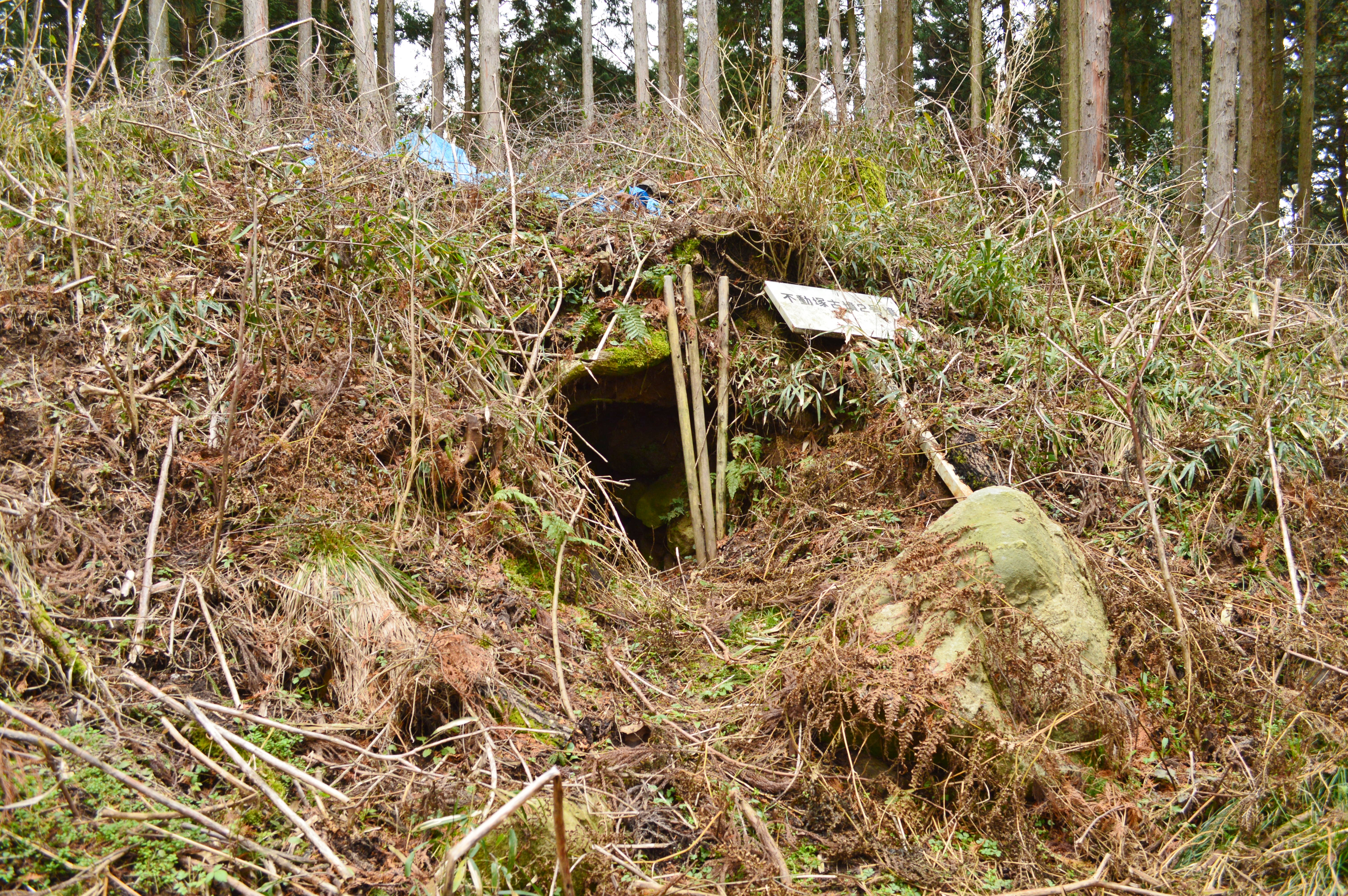
2号墳 石室開口部
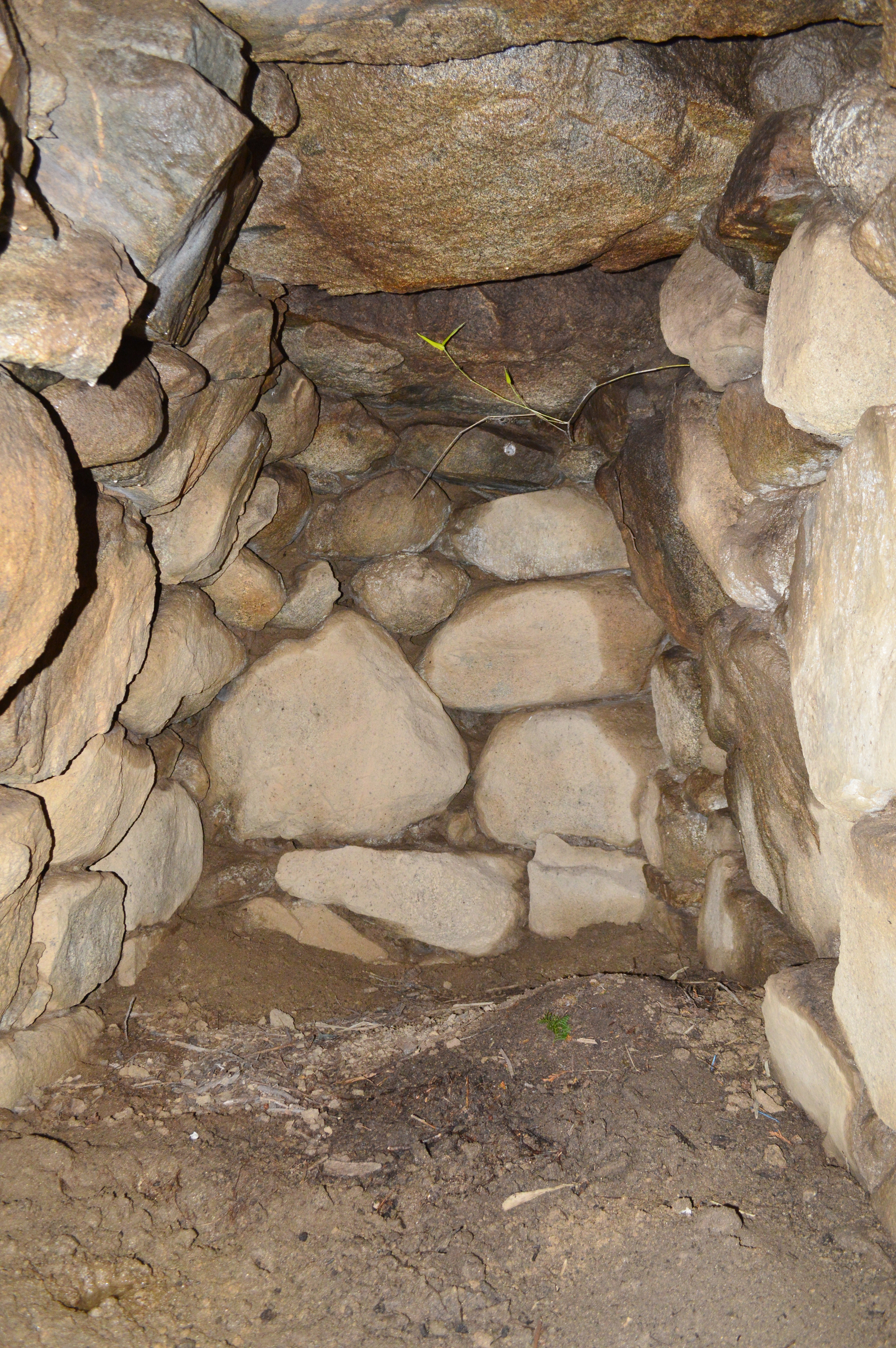
2号墳 玄室（奥壁方向）
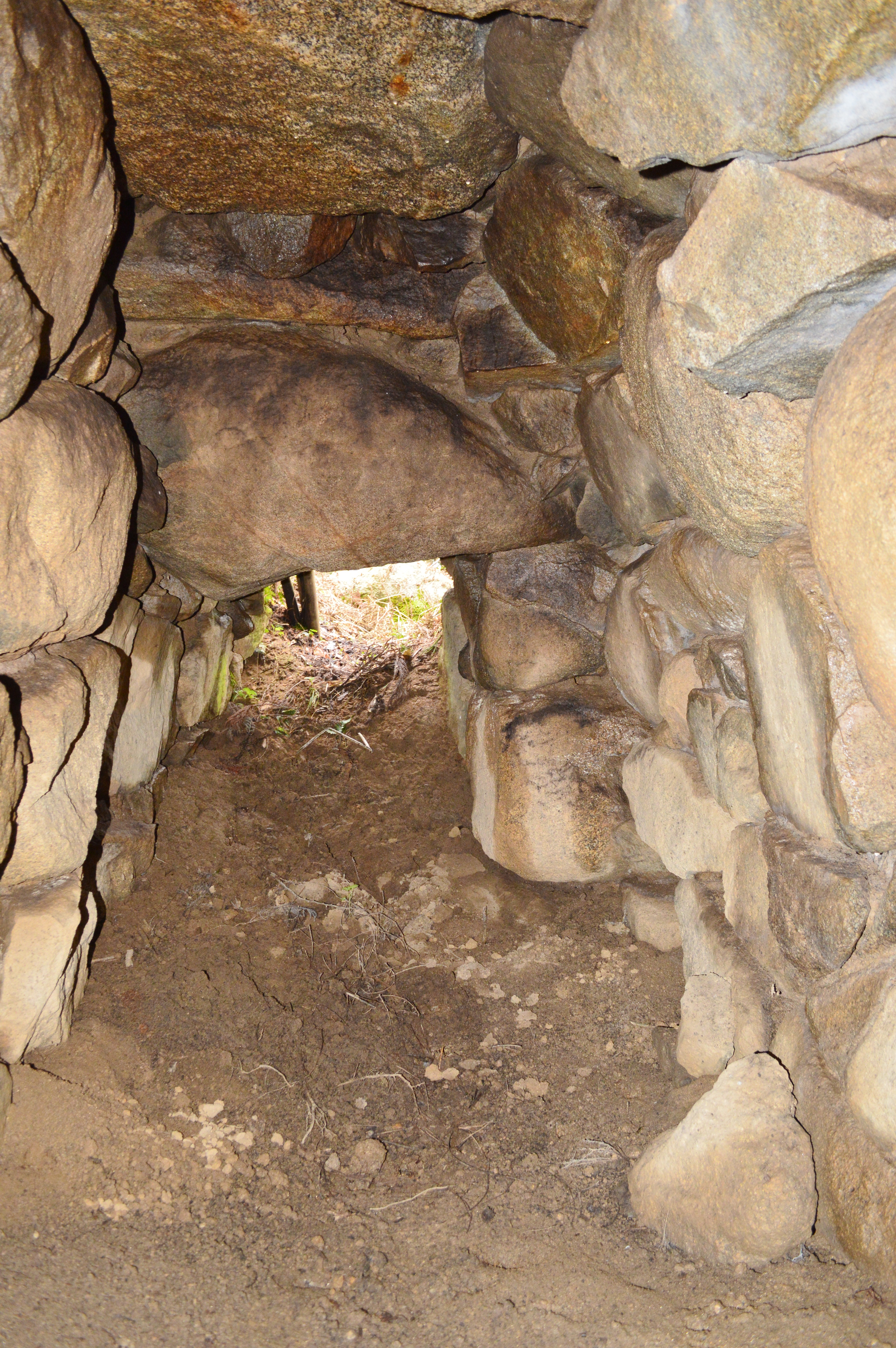
2号墳 玄室（羨道方向）
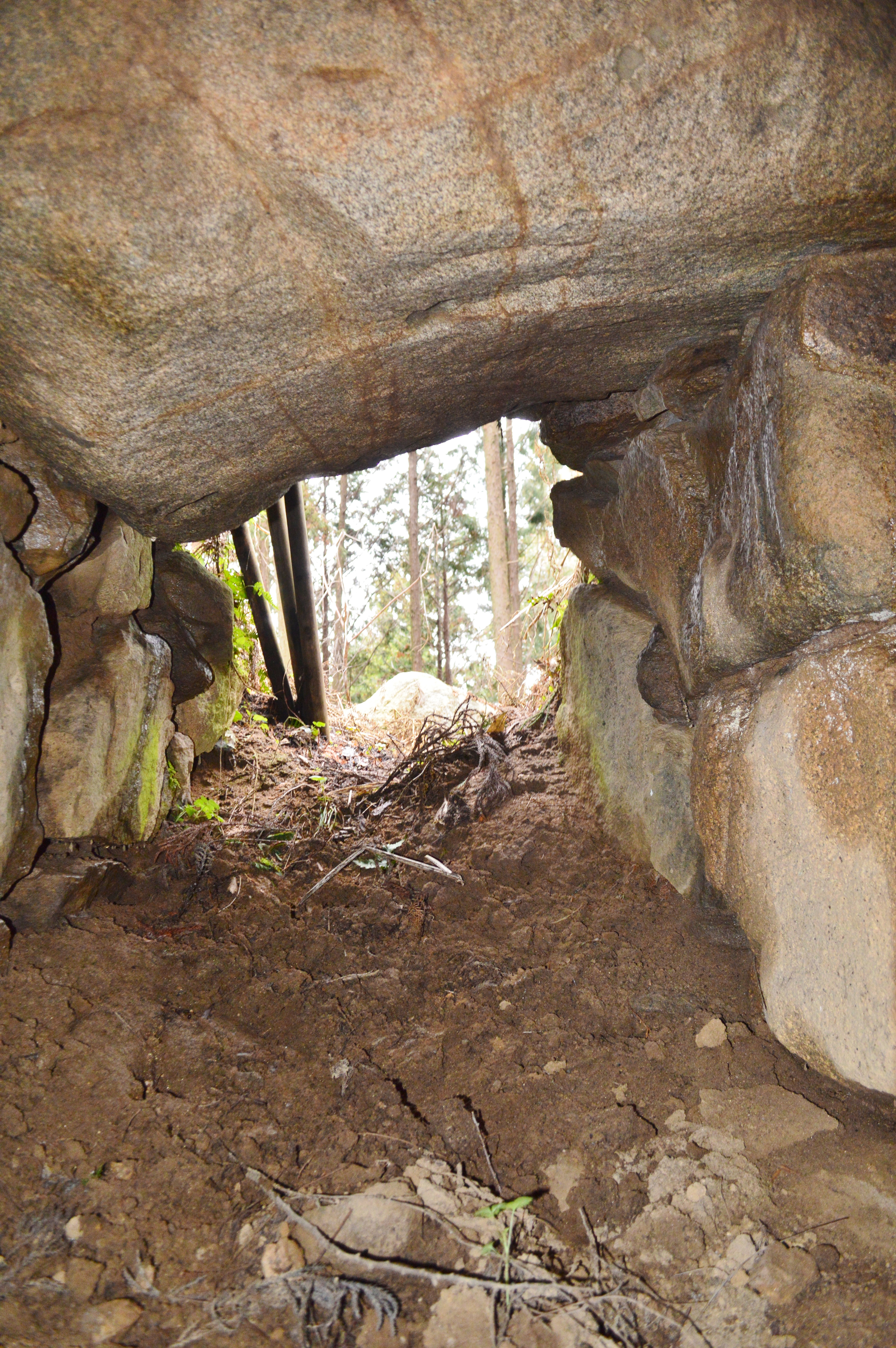
2号墳 羨道（羨門方向）
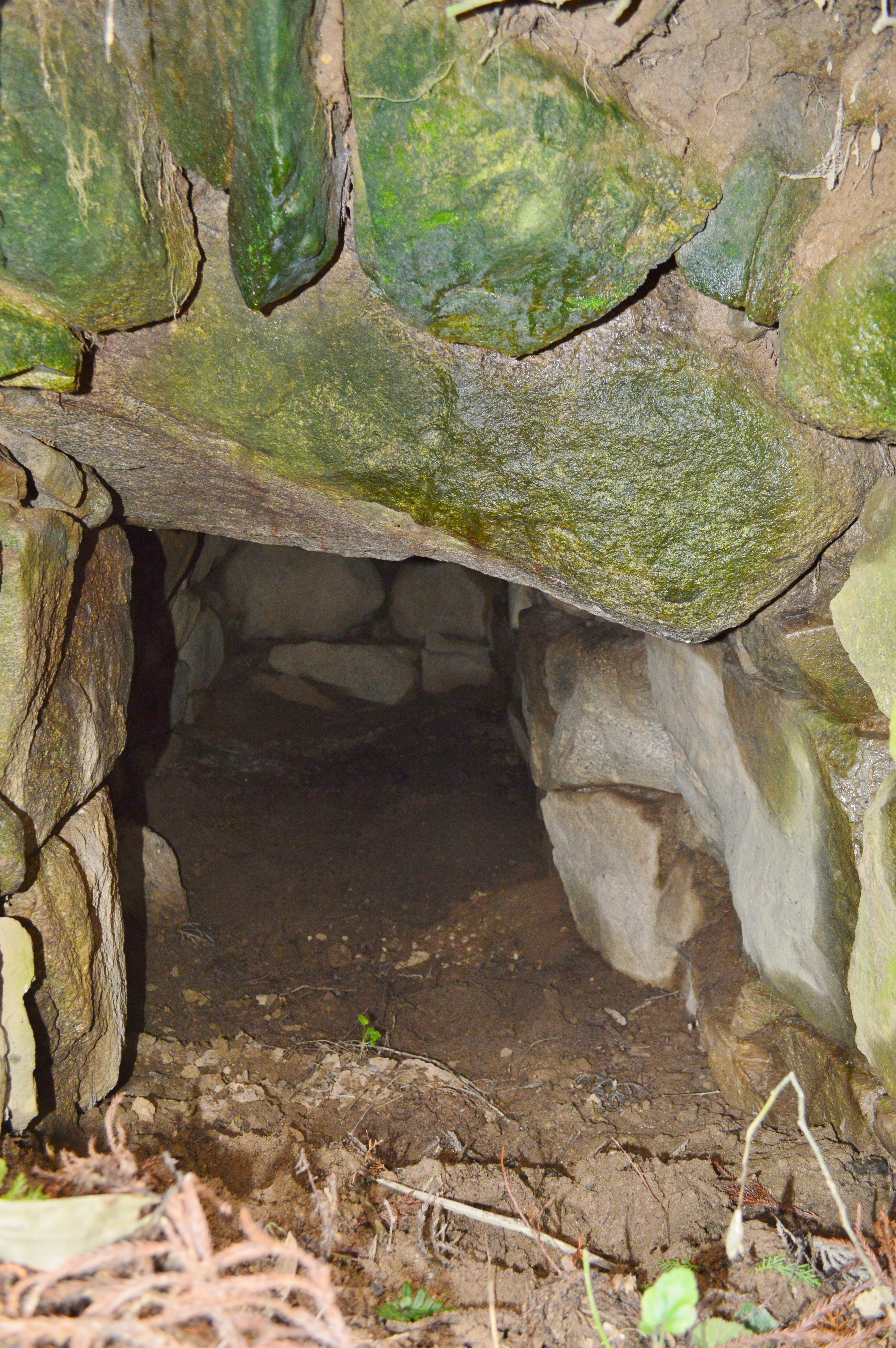
2号墳 羨道（玄室方向）
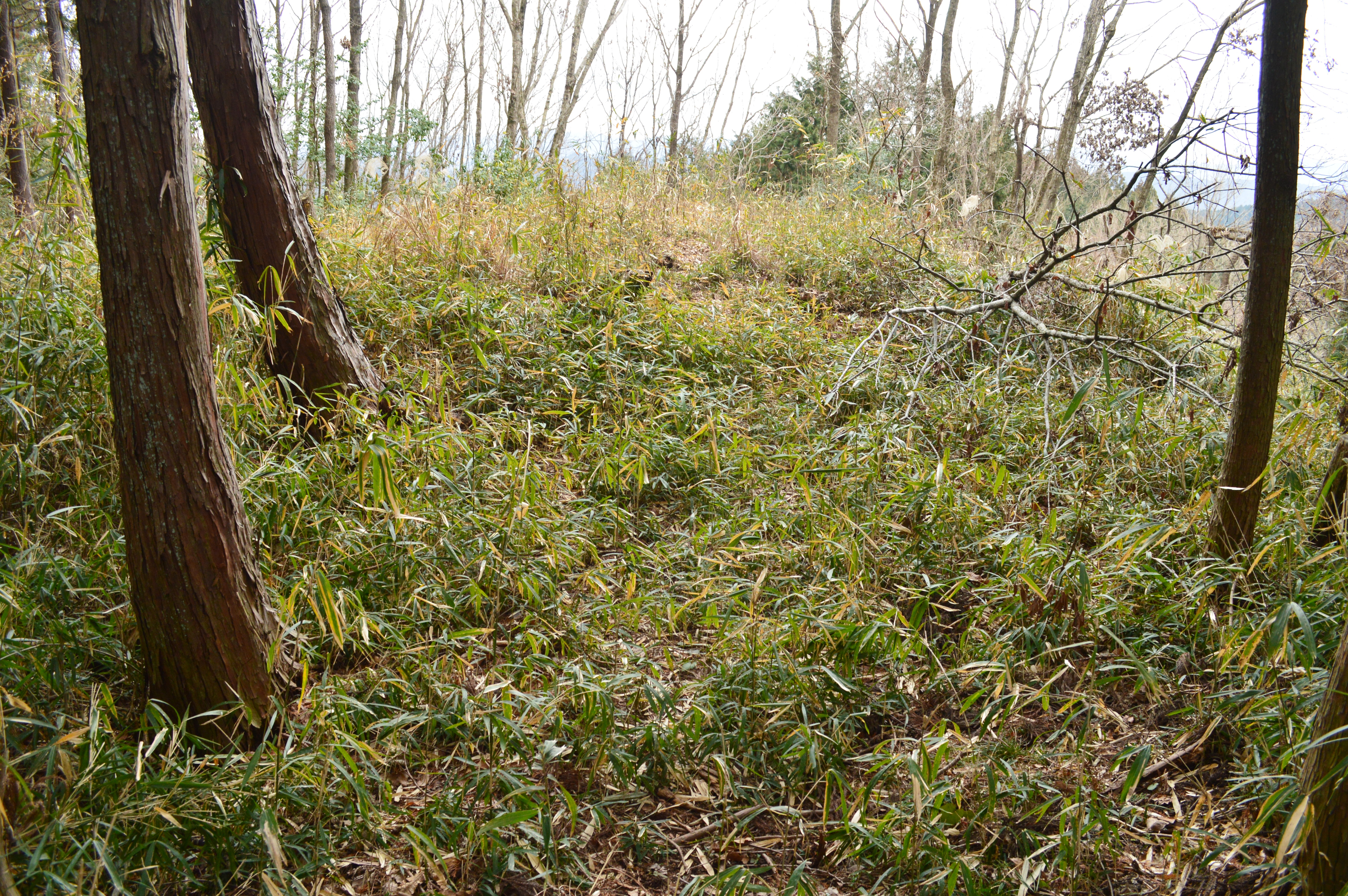
3号墳 墳丘

## 関連文献
（記事執筆に使用していない関連文献）
- 今尾文昭「宇陀郡菟田野町稲戸 不動塚古墳発掘の一件」『青陵』第49号、奈良県立橿原考古学研究所、1981年。
- 『宇陀の小形前方後円墳 -測量調査報告I-』関西大学考古学研究室、1981年。